# سیتنیکی
سیتنیکی (انگلیسی: Sitniki) یک شهرک در شهرستان بلاگووشچنسکی باشقیرستان کشور روسیه است.